# Scotodonta
Scotodonta is een geslacht van vlinders van de familie tandvlinders (Notodontidae).

## Soorten
- S. furva Wileman, 1910
- S. tenebrosa Moore, 1866
- S. tenebrosella Strand, 1915